# Pic Pollux
Pour les articles homonymes, voir Pollux.
Le pic Pollux (en anglais : Pollux Peak) est un sommet du comté de Park, au Wyoming, dans l'Ouest des États-Unis. Il culmine à 3 372 mètres d'altitude dans la chaîne Absaroka. Il est protégé au sein du parc national de Yellowstone.